# Cabeço do Sintrão
O Cabeço do Sintrão é uma elevação portuguesa localizada no concelho de São Roque do Pico, ilha do Pico, arquipélago dos Açores.
Este acidente geológico tem o seu ponto mais elevado a 874 metros de altitude acima do nível do mar.